# Fireside Poets
Als Fireside Poets oder auch Household Poets („Kamindichter“ oder „Haushaltsdichter“) werden in der amerikanischen Literaturgeschichte eine Reihe von neuenglischen Dichtern des 19. Jahrhunderts bezeichnet.
Im Allgemeinen werden zu den Fireside Poets die Dichter Henry Wadsworth Longfellow, William Cullen Bryant, John Greenleaf Whittier, James Russell Lowell und Oliver Wendell Holmes gezählt. Ihnen ist gemein, dass sie dem viktorianischen Zeitgeschmack entsprechende gediegen-konventionelle Lyrik schrieben. Ihre Dichtung war ausnehmend „gesellschaftsfähig“, da sie dem breiten Lesepublikum leicht zugänglich war und politisch wie kulturell eine gefällig-affirmative, teils sentimentale Weltsicht vermittelte. So eignete sie sich insbesondere zum Einsatz in Schulen – bis heute müssen viele amerikanische Schulkinder etwa Longfellows Paul Revere's Ride auswendig lernen. Auf diesem Hintergrund wird ebenfalls häufig die Bezeichnung als Schoolroom Poets verwendet.
Die Fireside Poets, insbesondere Longfellow, galten so bis ins 20. Jahrhundert als Krönung der amerikanischen Dichtkunst und erfreuten sich auch in Großbritannien einiger Beliebtheit. In zumeist aufwändigen Ausgaben zierten ihre Werke lange Zeit die Bücherregale bildungsbewusster amerikanischer Mittelschichtsfamilien und galten sowohl als „Inbegriff der neuen nationalen Literatur“ wie auch als Ausdruck eines zeitlos gültigen universellen Kulturideals.
Unter den zeitgenössischen Rezipienten war es üblich, die Gedichte im Kreise der Familie, die sich vor dem Kaminfeuer versammelt hatte, von einem Familienangehörigen vortragen zu lassen. Der Begriff der Fireside Poets ist einerseits auf diesen historischen Hintergrund zurückzuführen. Andererseits bildete sich der Begriff auch heraus, weil das Kaminfeuer ein wiederkehrendes Motiv in ihrer Dichtung darstellt. Symbolisiert wird damit ein „eher behagliches Flackern der poetischen Imagination“ als Ausdruck einer Atmosphäre von meditativ-kontemplativer Besinnlichkeit.
Von Holmes selber wurde ironischerweise der Begriff der Boston Brahmins eingeführt. Im damaligen Boston, dem Mittelpunkt des intellektuellen und kulturellen Lebens in der Neuen Welt, war die Gruppe der Fireside Poets zu einer Führungsschicht von Schriftstellern avanciert, die lange Zeit als Autorität gleichsam wie eine Kaste von Brahmanen oder Hohenpriestern das literarische Leben Bostons und der Nation prägte.
In formaler Hinsicht war die Dichtung der Fireside Poets größtenteils durch eine Übernahme und Anpassung tradierter europäischer Literaturmodelle oder Konventionen gekennzeichnet, während inhaltlich versucht wurde, typisch amerikanische Stoffe und Themen aufzunehmen, um ihnen derart eine poetische Allgemeingültigkeit zu verleihen. Im Umgang mit den literarischen Traditionen der Alten Welt erwiesen sich die Fireside Poets als virtuose Kosmopoliten, zu deren ästhetischem Programm jedoch ebenfalls Einfachheit und demokratische Volksnähe gehörten.
Unter dem Einfluss der europäischen und nicht zuletzt deutschen Romantik entstand in den Werken der Fireside Poets zugleich eine amerikanische Spielart von romantischer Literatur. Die gefühlsbetonte Radikalität der europäischen Vorbilder mit ihrer Hinwendung zur Subjektivität und reinen Imagination wurde jedoch durch die vorherrschenden viktorianischen Vorlieben für Moral und Konvention stark gedämpft und zu einer Form von gehobener „Salonromantik“ sublimiert.
Ab Mitte des 19. Jahrhunderts bildete sich jedoch mit der Gruppe der Transzendentalisten eine radikalere literarisch-kulturelle wie auch intellektuelle Gegenbewegung heraus.
Mit der beginnenden Moderne setzte nach 1900 eine Kanonrevision ein, die das Augenmerk auf künstlerische Innovation und kulturelles Subversionspotential lenkte. Insbesondere als Folge der literaturkritischen Werke von George Santayana und Van Wyck Brooks wurden die Fireside Poets zugunsten anderer Autoren der amerikanischen Romantik, insbesondere Walt Whitman, Herman Melville, Ralph Waldo Emerson, Nathaniel Hawthorne und Edgar Allan Poe, in die zweite Reihe der amerikanischen Literaten delegiert.